# Wereldkampioenschappen roeien/Lichte dubbel twee
Op de wereldkampioenschappen roeien is lichte dubbel twee een van de onderdelen. In de lichte dubbel twee zitten twee roeiers met beide twee riemen. Er is een gewichtsbeperking.
De lichte dubbel twee staat vanaf 1974 bij de wereldkampioenschappen roeien op het programma. Bij de vrouwen is dit vanaf 1985. Omdat dit onderdeel tot het Olympisch roeiprogramma behoort staat het alleen tijdens niet-Olympische jaren op het WK-programma.

## Medaillewinnaars

### Mannen
| Jaar | Plaats              | Goud                                          | Zilver                                              | Brons                                               |
| 1978 | Kopenhagen          | Noorwegen Pal Bornick Arne Gilje              | Nederland Ed Maan Roel Michels                      | Verenigde Staten Stan Depman Fred Duling            |
| 1979 | Bled                | Noorwegen Pal Bornick Arne Gilje              | Nederland Harald Punt Roel Michels                  | Italië Mauro Torta Romano Uberti                    |
| 1980 | Hazewinkel          | Italië Francesco Esposito Ruggero Verroca     | Verenigde Staten Scott Roop Lawrence Klecatsky      | Zwitserland Kurt Steiner Reto Wyss                  |
| 1981 | München             | Italië Francesco Esposito Ruggero Verroca     | Verenigde Staten Paul Fuchs William Belden          | Denemarken Leif Kruse Bjarne Eltang                 |
| 1982 | Luzern              | Italië Francesco Esposito Ruggero Verroca     | Verenigde Staten Paul Fuchs William Belden          | Zwitserland Kurt Steiner Pius Z’Rotz                |
| 1983 | Duisburg            | Italië Francesco Esposito Ruggero Verroca     | Frankrijk Luc Crispon Thierry Renault               | Zwitserland Roland Rosset Pius Z’Rotz               |
| 1984 | Montreal            | Italië Francesco Esposito Ruggero Verroca     | West-Duitsland Hartmut Schäfer Roland Ehrenfels     | Denemarken Morten Espersen Leif Kruse               |
| 1985 | Hazewinkel          | Frankrijk Luc Crispon Thierry Renault         | Italië Carlo Gaddi Francesco Esposito               | West-Duitsland Hartmut Schäfer Roland Ehrenfels     |
| 1986 | Nottingham          | Verenigd Koninkrijk Carl Smith Allan Whitwell | Frankrijk Luc Crispon Thierry Renault               | Canada Rob Haag Cam Harvey                          |
| 1987 | Kopenhagen          | Italië Enrico Gandola Giovanni Calabrese      | Frankrijk Luc Crispon Thierry Renault               | Verenigd Koninkrijk Carl Smith Allan Whitwell       |
| 1988 | Milaan              | Italië Enrico Gandola Giovanni Calabrese      | West-Duitsland Hartmut Schäfer Roland Ehrenfels     | Nederland Theo Nieuweboer Jan van Bekkum            |
| 1989 | Bled                | Oostenrijk Christoph Schmölzer Walter Rantasa | Spanje Jose M. de Marco Fernando Climent            | Tsjecho-Slowakije Petr Kovc Tibor Groeppel          |
| 1990 | Barrington          | Verenigde Staten Steve Peterson Robert Dreher | West-Duitsland Peter Müller Carsten Krüger          | Oostenrijk Christoph Schmölzer Walter Rantasa       |
| 1991 | Wenen               | Duitsland Kai von Warburg Michael Buchheit    | Oostenrijk Christoph Schmölzer Walter Rantasa       | Nederland Dan Boddeke Jan van Bekkum                |
| 1992 | Montreal            | Australië Gary Lynagh Bruce Hick              | Oostenrijk Christoph Schmölzer Walter Rantasa       | Zwitserland Michael Gier Markus Gier                |
| 1993 | Racice              | Australië Gary Lynagh Bruce Hick              | Zwitserland Michael Gier Markus Gier                | Italië Francesco Esposito Paolo Pettino             |
| 1994 | Indianapolis        | Italië Francesco Esposito Michelangelo Crispi | Nieuw-Zeeland Michael Rodger Robbie Hamill          | Zwitserland Michael Gier Markus Gier                |
| 1995 | Tampere             | Zwitserland Michael Gier Markus Gier          | Zweden Anders Christensson Mattias Tichy            | Australië Bruce Hick Anthony Edwards                |
| 1997 | Aiguebelette        | Polen Tomasz Kucharski Robert Sycz            | Italië Michelangelo Crispi Leonardo Pettinari       | Duitsland Bernhard Ruhling Ingo Euler               |
| 1998 | Keulen              | Polen Tomasz Kucharski Robert Sycz            | Italië Michelangelo Crispi Leonardo Pettinari       | Zwitserland Michael Gier Markus Gier                |
| 1999 | St. Catharines      | Italië Michelangelo Crispi Leonardo Pettinari | Australië Haimish Karrash Bruce Hick                | Duitsland Bernhard Ruhling Ingo Euler               |
| 2001 | Luzern              | Italië Elia Luini Leonardo Pettinari          | Polen Tomasz Kucharski Robert Sycz                  | Frankrijk Fabrice Moreau Thibault Chapelle          |
| 2002 | Sevilla             | Italië Elia Luini Leonardo Pettinari          | Polen Tomasz Kucharski Robert Sycz                  | Denemarken Mads R. Rasmussen Rasmus Hansen          |
| 2003 | Milaan              | Italië Elia Luini Leonardo Pettinari          | Polen Tomasz Kucharski Robert Sycz                  | Ierland Sam Lynch Gearoid Towey                     |
| 2005 | Gifu                | Hongarije Zsolt Hirling Tamás Varga           | Denemarken Mads Rasmussen Rasmus Quist              | Polen Pawel Randa Robert Sycz                       |
| 2006 | Eton                | Denemarken Mads Rasmussen Rasmus Quist        | Italië Marcello Miani Elia Luini                    | Frankrijk Fabrice Moreau Frédéric Dufour            |
| 2007 | München             | Denemarken Mads Rasmussen Rasmus Quist        | Griekenland • Dimitrios Mougios Vasileios Polymeros | Verenigd Koninkrijk Zac Purchase Mark Hunter        |
| 2009 | Poznań              | Nieuw-Zeeland Storm Uru Peter Taylor          | Frankrijk Jeremie Azou Frederic Dufour              | Italië Marcello Miani Elia Luini                    |
| 2010 | Hamilton            | Verenigd Koninkrijk Zac Purchase Mark Hunter  | Italië Lorenzo Bertini Elia Luini                   | Nieuw-Zeeland Storm Uru Peter Taylor                |
| 2011 | Bled                | Verenigd Koninkrijk Zac Purchase Mark Hunter  | Nieuw-Zeeland Storm Uru Peter Taylor                | Italië Lorenzo Bertini Elia Luini                   |
| 2013 | Chungju             | Noorwegen Kristoffer Brun Are Strandli        | Zwitserland Simon Schürch Mario Gyr                 | Verenigd Koninkrijk Richard Chambers Peter Chambers |
| 2014 | Amsterdam           | Zuid-Afrika James Thompson John Smith         | Frankrijk Stany Delayre Jérémie Azou                | Noorwegen Kristoffer Brun Are Strandli              |
| 2015 | Aiguebelette-le-Lac | Frankrijk Stany Delayre Jérémie Azou          | Verenigd Koninkrijk Will Fletcher Richard Chambers  | Noorwegen Kristoffer Brun Are Strandli              |
| 2017 | Sarasota            | Frankrijk Pierre Houin Jérémie Azou           | Italië Stefano Oppo Pietro Ruta                     | China Sun Man Fan Junjie                            |
| 2018 | Plovdiv             | Ierland Gary O'Donovan Paul O'Donovan         | Italië Stefano Oppo Pietro Ruta                     | België Tim Brys Niels Van Zandweghe                 |
| 2019 | Ottensheim          | Ierland Fintan McCarthy Paul O'Donovan        | Italië Stefano Oppo Pietro Ruta                     | Duitsland Jonathan Rommelmann Jason Osborne         |
| 2021 | Shanghai            | Afgelast vanwege de coronapandemie            | Afgelast vanwege de coronapandemie                  | Afgelast vanwege de coronapandemie                  |
| 2022 | Račice              | Ierland Fintan McCarthy Paul O'Donovan        | Italië Pietro Ruta Stefano Oppo                     | Oekraïne Stanislav Kovalov Ihor Khmara              |
| 2023 | Belgrado            | Ierland Fintan McCarthy Paul O'Donovan        | Zwitserland Jan Schäuble Raphaël Ahumada            | Italië Stefano Oppo Gabriel Soares                  |

### Vrouwen
| Jaar | Plaats         | Goud                                                | Zilver                                                  | Brons                                                |
| 1985 | Hazewinkel     | Verenigd Koninkrijk Lin Clark Beryl Crockford       | West-Duitsland Brigitte Helmers Alrun Urbach            | Frankrijk Désirée Decriem Isabelle Lignan            |
| 1986 | Nottingham     | Verenigde Staten Chris Ernst Cary Beth Sands        | Verenigd Koninkrijk Nederland                           | geen derde plaats                                    |
| 1987 | Kopenhagen     | Canada Janice Mason Heather Mattin                  | België Lucia Foque Marie-Anne Vandermoere               | Verenigde Staten Chris Ernst Cary Beth Sands         |
| 1988 | Milaan         | Nederland Laurien Vermulst Ellen Meliesie           | Frankrijk Christine Liegeois Alene Peyrat               | Verenigd Koninkrijk Gillian Bond Caroline Lucas      |
| 1989 | Bled           | Verenigde Staten Cary Beth Sands Kris Karlson       | Nieuw-Zeeland Philippa Baker Linda de Jong              | West-Duitsland Christiane Weber Alrun Urbach         |
| 1990 | Barrington     | Denemarken Ulla Jensen Regitze Siggaard             | Verenigde Staten Lindsay Burns Holly Brunkov            | Canada Brenda Colby Wendy Wiebe                      |
| 1991 | Wenen          | Duitsland Christiane Weber Claudia Waldi            | Verenigde Staten Teresa Zarzeczny Lindsay Burns         | Denemarken Elisabeth Fraas Ulla Jensen               |
| 1992 | Montreal       | Duitsland Christiane Weber Claudia Waldi            | Canada Colleen Miller Michelle Dervill                  | Verenigde Staten S. Remmler-Suddeth Teresa Zarzeczny |
| 1993 | Racice         | Canada Wendy Wiebe Colleen Miller                   | China Fang Wang Fei Li                                  | Nederland Cindy Rip Ellen Meliesie                   |
| 1994 | Indianapolis   | Canada Wendy Wiebe Colleen Miller                   | China Aifang Zhong Shaoyan Ou                           | Verenigde Staten Teresa Zarzeczny Lindsay Burns      |
| 1995 | Tampere        | Canada Wendy Wiebe Colleen Miller                   | Denemarken Lene Andersson Berit Christoffersen          | Duitsland Ruth Kaps Michelle Darvill                 |
| 1997 | Aiguebelette   | Duitsland Michelle Darwill Angelika Brand           | Denemarken Lene Andersson Anna Helleberg                | Roemenië Angela Tamas Camelia Macoviciuc             |
| 1998 | Keulen         | Verenigde Staten Christine Collins Sarah Garner     | Duitsland Karin Stephan Claudia Blasberg                | Roemenië Angela Tamas Camelia Macoviciuc             |
| 1999 | St. Catharines | Roemenië Constanța Burcică Camelia Macoviciuc       | Verenigde Staten Christine Collins Sarah Garner         | Australië Virginia Lee Sally Newmarch                |
| 2001 | Luzern         | Duitsland Janet Radünzel Claudia Blasberg           | Polen Katarzyna Demianiuk Ilona Mokronowska             | Roemenië Monica Stan Irina Acsinte                   |
| 2002 | Sevilla        | Australië Sally Anne Causby Amber Jae Halliday      | Duitsland Janet Radünzel Claudia Blasberg               | Verenigd Koninkrijk Helen Casey Tracy Langlands      |
| 2003 | Idroscalo      | Duitsland Marie-Louise Dräger Claudia Blasberg      | Australië Sally Causby Amber Halliday                   | Roemenië Constanța Burcică Camelia Mihalcea          |
| 2005 | Gifu           | Duitsland Daniela Reimer Marie-Louise Dräger        | Verenigde Staten Julie Nichols Renee Hykel              | Finland Sanna Sten Minna Nieminen                    |
| 2006 | Eton           | China Xu Dongxiang Yan Shimin                       | Australië Marguerite Houston Amber Halliday             | Griekenland Chrysi Biskitzi Alexandra Tsiavou        |
| 2007 | München        | Australië Amber Halliday Marguerite Houston         | Finland Sanna Sten Minna Nieminen                       | Denemarken Katrin Olsen Juliane Rasmussen            |
| 2009 | Poznań         | Griekenland Christina Giazitzidou Alexandra Tsiavou | Polen Magdalena Kemnitz Agnieszka Renc                  | Verenigd Koninkrijk Hester Goodsell Sophie Hosking   |
| 2010 | Hamilton       | Canada Lindsay Jennerich Tracy Cameron              | Duitsland Daniela Reimer Anja Noske                     | Griekenland Christina Giazitzidou Alexandra Tsiavou  |
| 2011 | Bled           | Griekenland Christina Giazitzidou Alexandra Tsiavou | Canada Lindsay Jennerich Patricia Obee                  | Verenigd Koninkrijk Hesther Godsell Sophie Hosking   |
| 2013 | Chungju        | Italië Laura Milani Elisabetta Sancassani           | Verenigde Staten Kristin Hedstrom Kathleen Bertko       | Duitsland Lena Müller Anja Noske                     |
| 2014 | Amsterdam      | Nieuw-Zeeland Sophie MacKenzie Julia Edward         | Canada Lindsay Jennerich Patricia Obee                  | China Huang Wenyi Pan Dandan                         |
| 2015 | Aiguebelette   | Nieuw-Zeeland Sophie MacKenzie Julia Edward         | Verenigd Koninkrijk Katherine Copeland Charlotte Taylor | Zuid-Afrika Ursula Grobler Kirsten McCann            |
| 2017 | Sarasota       | Roemenië Ionela-Livia Lehaci Gianina Beleaga        | Nieuw-Zeeland Zoe McBride Jackie Kiddle                 | Verenigde Staten Emily Schmieg Michelle Sechser      |
| 2018 | Plovdiv        | Roemenië Ionela-Livia Lehaci Gianina Beleagă        | Verenigde Staten Emily Schmieg Mary Jones               | Nederland Marieke Keijser Ilse Paulis                |
| 2019 | Ottensheim     | Nieuw-Zeeland Zoe McBride Jackie Kiddle             | Nederland Marieke Keijser Ilse Paulis                   | Verenigd Koninkrijk Emily Craig Imogen Grant         |
| 2021 | Shanghai       | Afgelast vanwege de coronapandemie                  | Afgelast vanwege de coronapandemie                      | Afgelast vanwege de coronapandemie                   |
| 2022 | Račice         | Verenigd Koninkrijk Emily Craig Imogen Grant        | Verenigde Staten Imogen Grant Michelle Sechser          | Ierland Aoife Casey Margaret Cremen                  |
| 2023 | Belgrado       | Verenigd Koninkrijk Emily Craig Imogen Grant        | Verenigde Staten Mary Jones Michelle Sechser            | Roemenië Mariana-Laura Dumitru Ionela Cozmiuc        |

## Medaillespiegel

### Mannen
| Plaats | Land                     | Goud | Zilver | Brons | Totaal |
| 1      | Italië                   | 12   | 9      | 5     | 26     |
| 2      | Ierland                  | 4    | 0      | 1     | 5      |
| 3      | Frankrijk                | 3    | 5      | 2     | 10     |
| 4      | Verenigd Koninkrijk      | 3    | 1      | 3     | 7      |
| 5      | Noorwegen                | 3    | 0      | 2     | 5      |
| 6      | Polen                    | 2    | 3      | 1     | 6      |
| 7      | Denemarken               | 2    | 1      | 3     | 6      |
| 8      | Australië                | 2    | 1      | 1     | 4      |
| 9      | Zwitserland              | 1    | 3      | 6     | 10     |
| 10     | Verenigde Staten         | 1    | 3      | 1     | 5      |
| 11     | Oostenrijk               | 1    | 2      | 1     | 4      |
| 11     | Nieuw-Zeeland            | 1    | 2      | 1     | 4      |
| 13     | Duitsland                | 1    | 0      | 3     | 4      |
| 14     | Hongarije                | 1    | 0      | 0     | 1      |
| 14     | Zuid-Afrika              | 1    | 0      | 0     | 1      |
| 17     | Bondsrepubliek Duitsland | 0    | 3      | 1     | 4      |
| 18     | Nederland                | 0    | 2      | 2     | 4      |
| 19     | Spanje                   | 0    | 1      | 0     | 1      |
| 19     | Zweden                   | 0    | 1      | 0     | 1      |
| 19     | Griekenland              | 0    | 1      | 0     | 1      |
| 22     | Canada                   | 0    | 0      | 1     | 1      |
| 22     | Tsjecho-Slowakije        | 0    | 0      | 1     | 1      |
| 22     | China                    | 0    | 0      | 1     | 1      |
| 22     | België                   | 0    | 0      | 1     | 1      |
| 22     | Oekraïne                 | 0    | 0      | 1     | 1      |
| Totaal | Totaal                   | 38   | 38     | 38    | 114    |

### Vrouwen
| Plaats | Land                     | Goud | Zilver | Brons | Totaal |
| 1      | Duitsland                | 6    | 3      | 2     | 11     |
| 2      | Canada                   | 5    | 3      | 1     | 9      |
| 3      | Verenigde Staten         | 3    | 7      | 4     | 14     |
| 4      | Verenigd Koninkrijk      | 3    | 2      | 4     | 9      |
| 5      | Australië                | 2    | 2      | 1     | 5      |
| 6      | Nieuw-Zeeland            | 2    | 2      | 0     | 4      |
| 7      | Roemenië                 | 2    | 0      | 5     | 7      |
| 8      | Griekenland              | 2    | 0      | 2     | 4      |
| 9      | Denemarken               | 1    | 2      | 2     | 5      |
| 10     | China                    | 1    | 2      | 1     | 4      |
| 11     | Nederland                | 1    | 1      | 1     | 3      |
| 12     | Griekenland              | 1    | 0      | 0     | 1      |
| 13     | Polen                    | 0    | 2      | 0     | 2      |
| 14     | Bondsrepubliek Duitsland | 0    | 1      | 1     | 2      |
| 14     | Finland                  | 0    | 1      | 1     | 2      |
| 14     | Frankrijk                | 0    | 1      | 1     | 2      |
| 17     | België                   | 0    | 1      | 0     | 1      |
| 18     | Zuid-Afrika              | 0    | 0      | 1     | 1      |
| 18     | Ierland                  | 0    | 0      | 1     | 1      |
| Totaal | Totaal                   | 29   | 30     | 28    | 87     |

Edities

1962 Luzern · 
1966 Bled · 
1970 St. Catharines · 
1974 Luzern · 
1975 Nottingham · 
1976 Villach · 
1977 Amsterdam · 
1978 Hamilton (alleen zwaar) · 
1978 Kopenhagen (alleen licht) · 
1979 Bled · 
1980 Hazewinkel · 
1981 München · 
1982 Luzern · 
1983 Duisburg · 
1984 Montréal · 
1985 Hazewinkel · 
1986 Nottingham · 
1987 Kopenhagen · 
1988 Milaan · 
1989 Bled · 
1990 Lake Barrington · 
1991 Wenen · 
1992 Montréal · 
1993 Račice · 
1994 Indianapolis · 
1995 Tampere · 
1996 Motherwell · 
1997 Aiguebelette · 
1998 Keulen · 
1999 St. Catharines · 
2000 Zagreb · 
2001 Luzern · 
2002 Sevilla · 
2003 Milaan · 
2004 Banyoles · 
2005 Gifu · 
2006 Eton · 
2007 München · 
2008 Ottensheim · 
2009 Poznań · 
2010 Hamilton · 
2011 Bled · 
2012 Plovdiv · 
2013 Chungju · 
2014 Amsterdam ·
2015 Aiguebelette ·
2016 Rotterdam ·
2017 Sarasota ·
2018 Plovdiv ·
2019 Ottensheim ·
2020 Bled ·
2021 Shanghai ·
2022 Račice ·
2023 Belgrado ·
2024 St. Catharines ·
2025 Shanghai · 
2026 Amsterdam

Onderdelen

Skiff · 
Lichte skiff · 
Dubbel twee · 
Lichte dubbel twee · 
Twee zonder · 
Lichte twee zonder · 
Twee met

Dubbel vier · 
Dubbel vier met · 
Lichte dubbel vier · 
Vier zonder · 
Lichte vier zonder · 
Vier met · 
Acht · 
Lichte acht